# Adiantopsis cheilanthoides
Adiantopsis cheilanthoides är en kantbräkenväxtart som beskrevs av R.M.Senna. Adiantopsis cheilanthoides ingår i släktet Adiantopsis och familjen Pteridaceae. Inga underarter finns listade.